# Städteregion Aachen
A StädteRegion Aachen (aacheni városrégió) egy speciális önkormányzati társulás Észak-Rajna-Vesztfália tartományban.
2009. október 21. óta létezik, az aacheni járást és Aachen járási jogú várost egyesítették.
Städteregion Aachen Düren district, Heinsberg, Euskirchen, Liège és Limburg járásokkal határos. Lakosainak száma 555 465 fő (2019. október 31.).

## Városok és községek
| \| Település \| Város / község \| Terület km² (2014-ben) \| Fő (2020-ban) \| Fő/km² \| \| ------------ \| -------------- \| ---------------------- \| ------------- \| ------ \| \| Aachen \| város \| 160,85 \| 248 878 \| 1 548 \| \| Alsdorf \| város \| 031,68 \| 047 330 \| 1 494 \| \| Baesweiler \| város \| 027,76 \| 027 319 \| 0984 \| \| Eschweiler \| város \| 075,87 \| 056 172 \| 0740 \| \| Herzogenrath \| város \| 033,38 \| 046 225 \| 1 384 \| \| Monschau \| város \| 094,60 \| 011 686 \| 0124 \| \| Roetgen \| község \| 039,03 \| 08 650 \| 0222 \| \| Simmerath \| község \| 110,92 \| 015 498 \| 0140 \| \| Stolberg \| város \| 098,48 \| 056 377 \| 0572 \| \| Würselen \| város \| 034,39 \| 038 496 \| 1 119 \| |                |                        |               |        |
| Település | Város / község | Terület km² (2014-ben) | Fő (2020-ban) | Fő/km² |
| Aachen | város          | 160,85                 | 248 878       | 1 548  |
| Alsdorf | város          | 031,68                 | 047 330       | 1 494  |
| Baesweiler | város          | 027,76                 | 027 319       | 0984   |
| Eschweiler | város          | 075,87                 | 056 172       | 0740   |
| Herzogenrath | város          | 033,38                 | 046 225       | 1 384  |
| Monschau | város          | 094,60                 | 011 686       | 0124   |
| Roetgen | község         | 039,03                 | 08 650        | 0222   |
| Simmerath | község         | 110,92                 | 015 498       | 0140   |
| Stolberg | város          | 098,48                 | 056 377       | 0572   |
| Würselen | város          | 034,39                 | 038 496       | 1 119  |

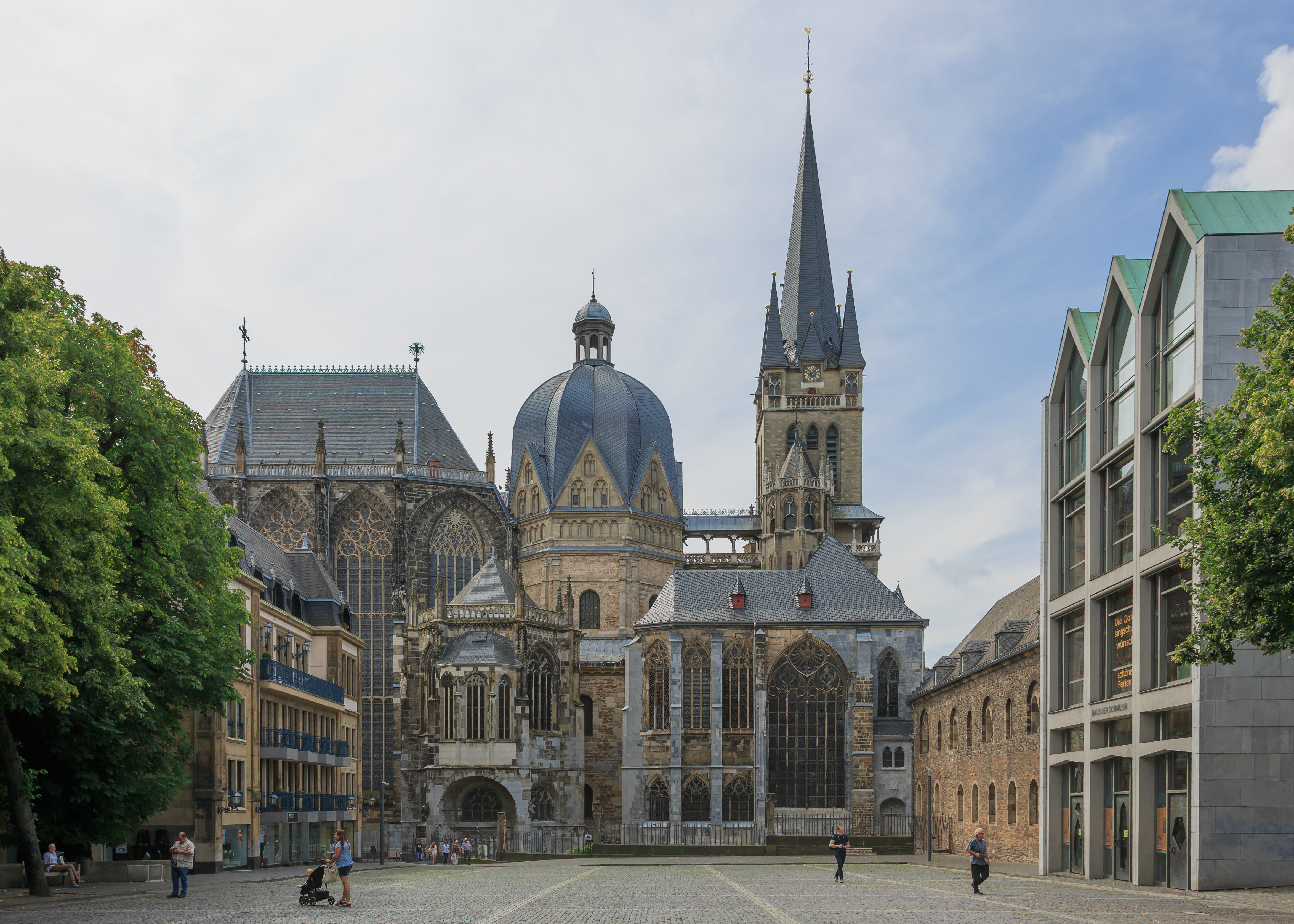
Az aacheni katedrális
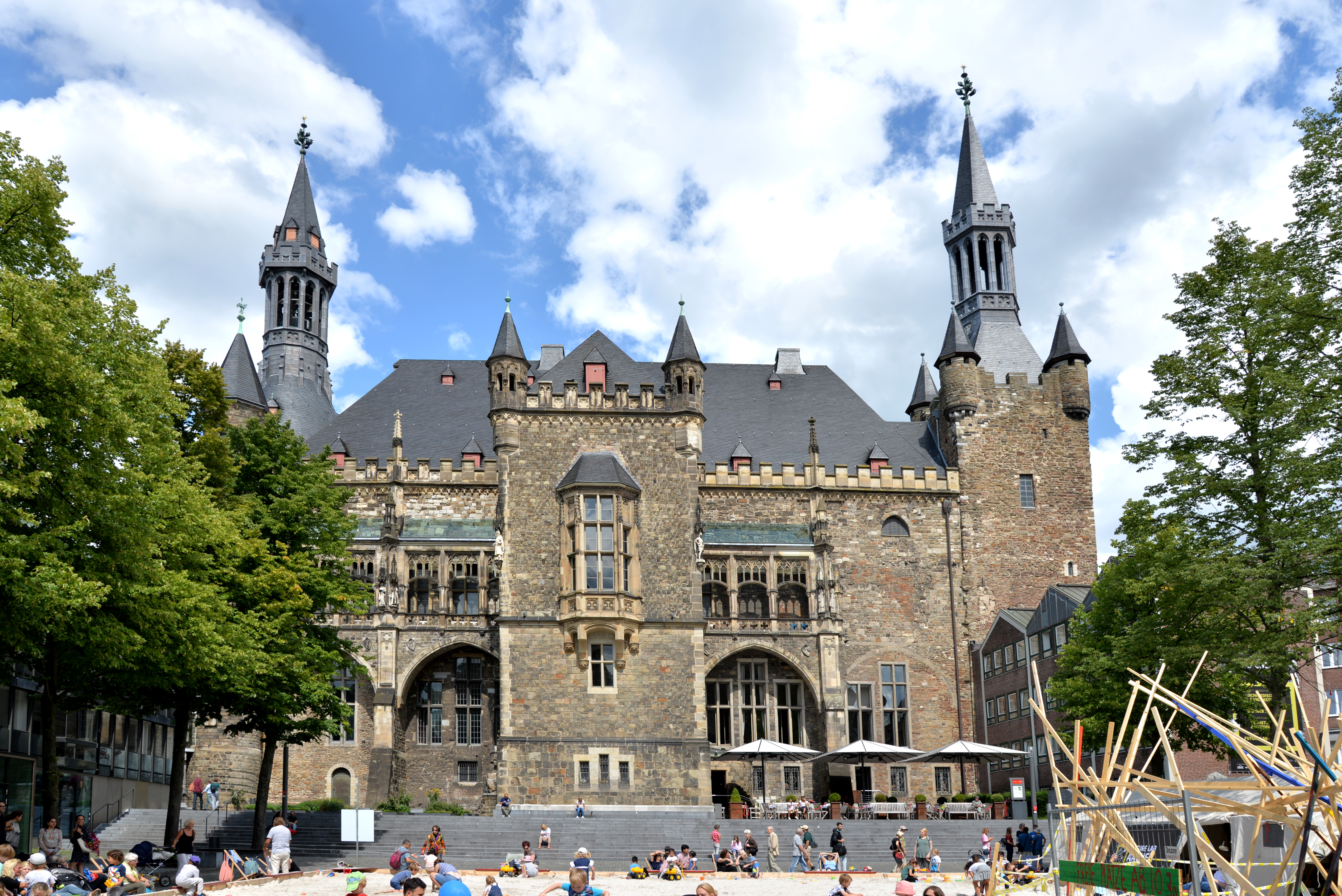
Az aacheni városház
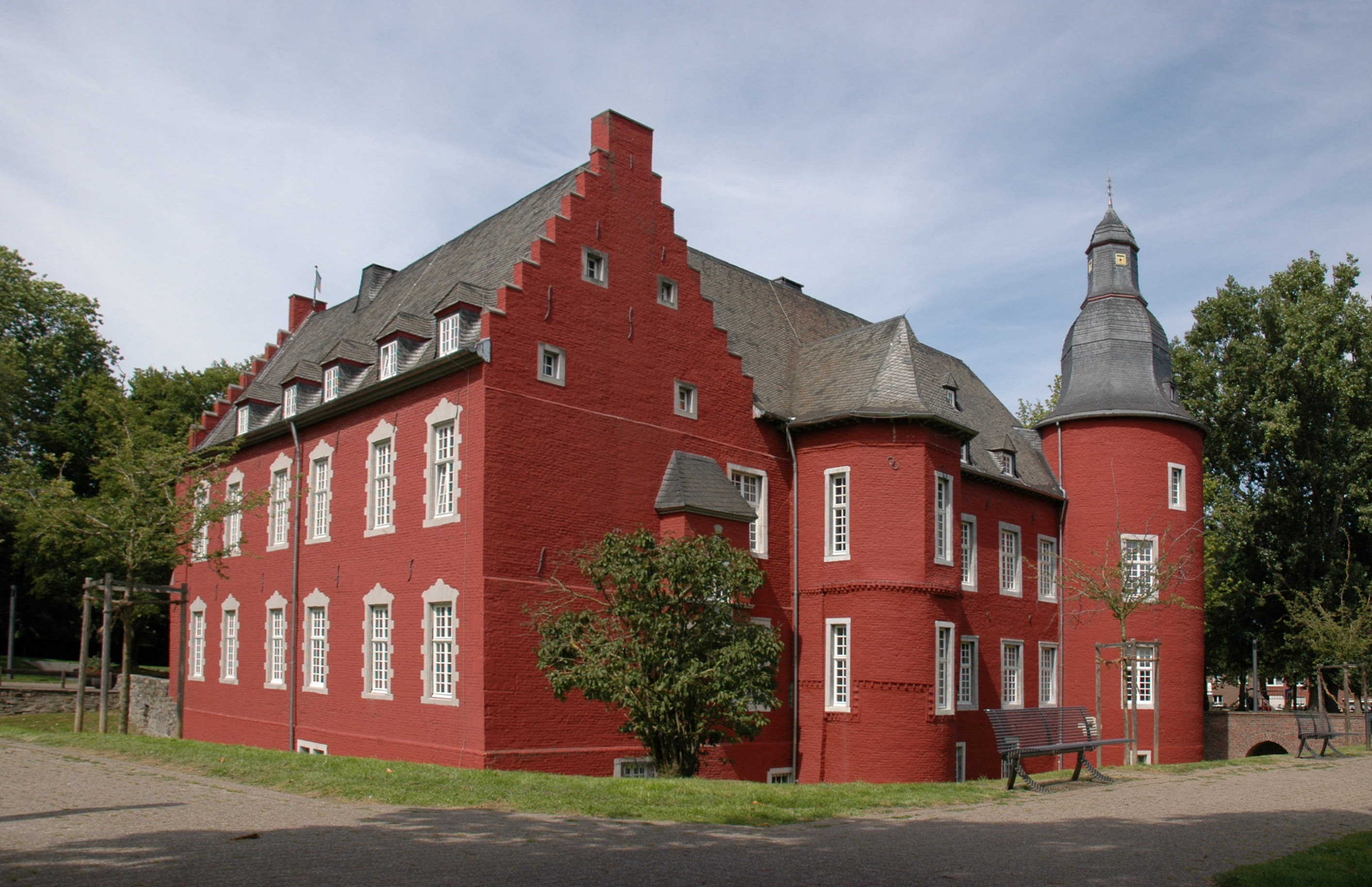
Burg Alsdorf
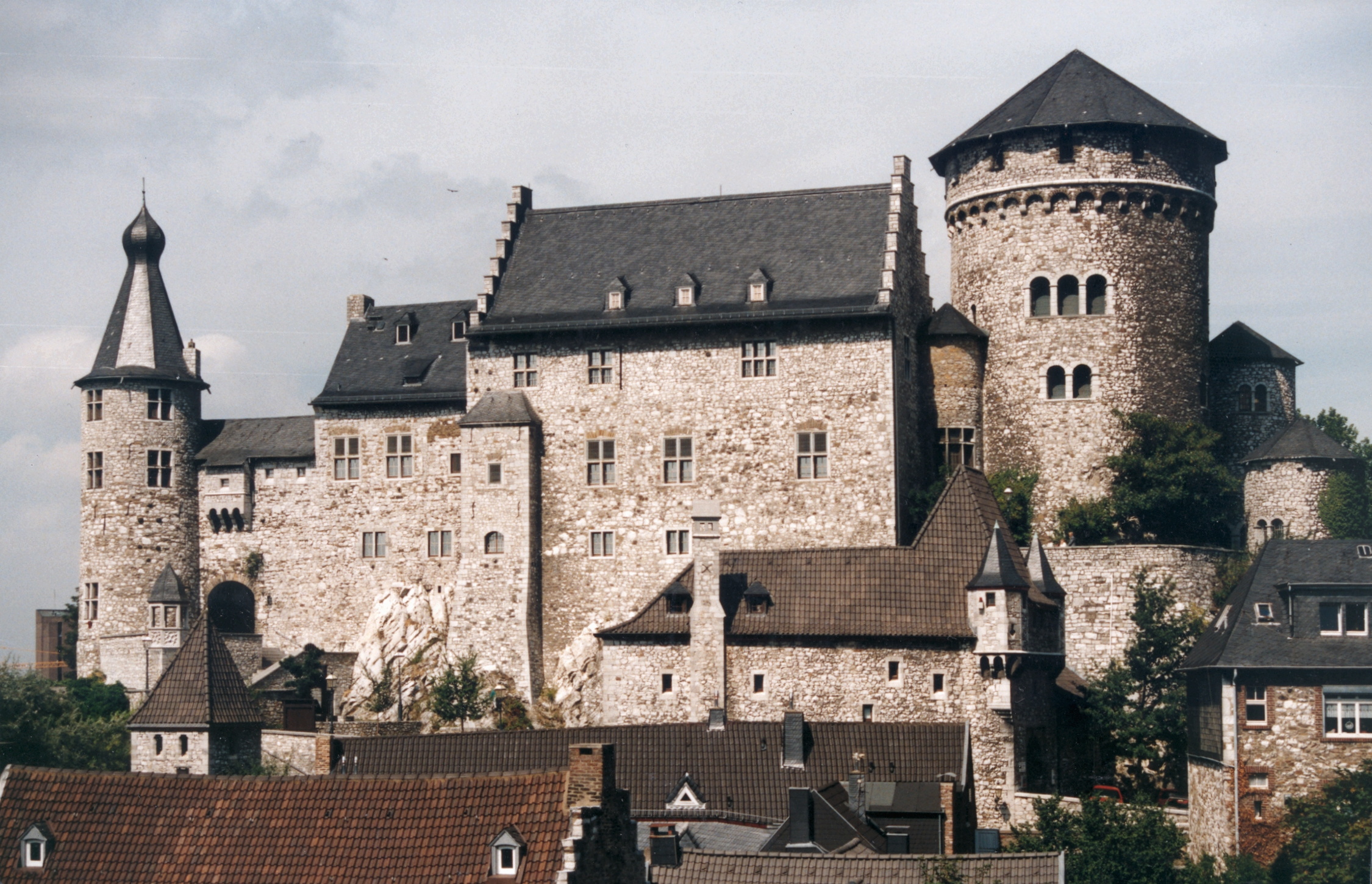
Burg Stolberg
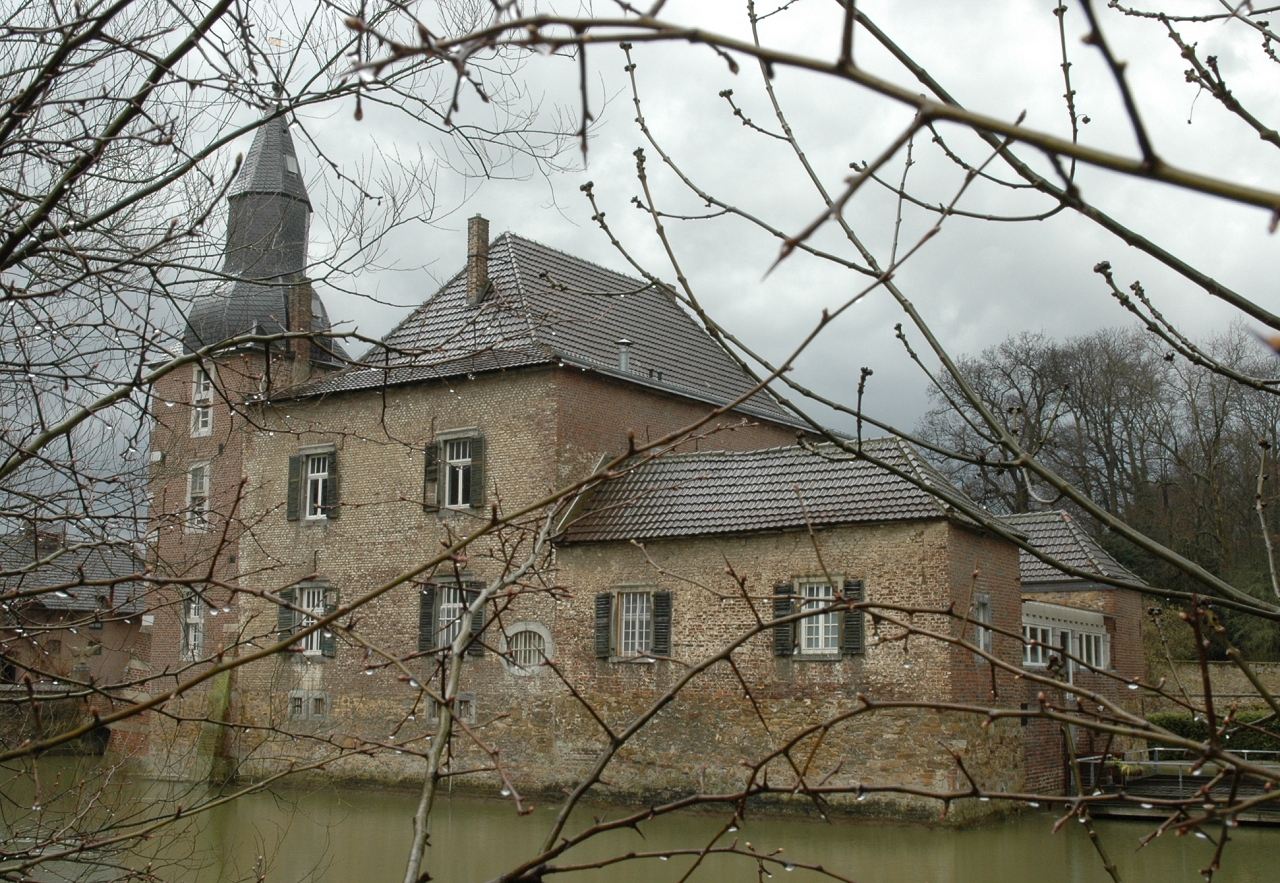
Haus Kambach (Eschweiler)
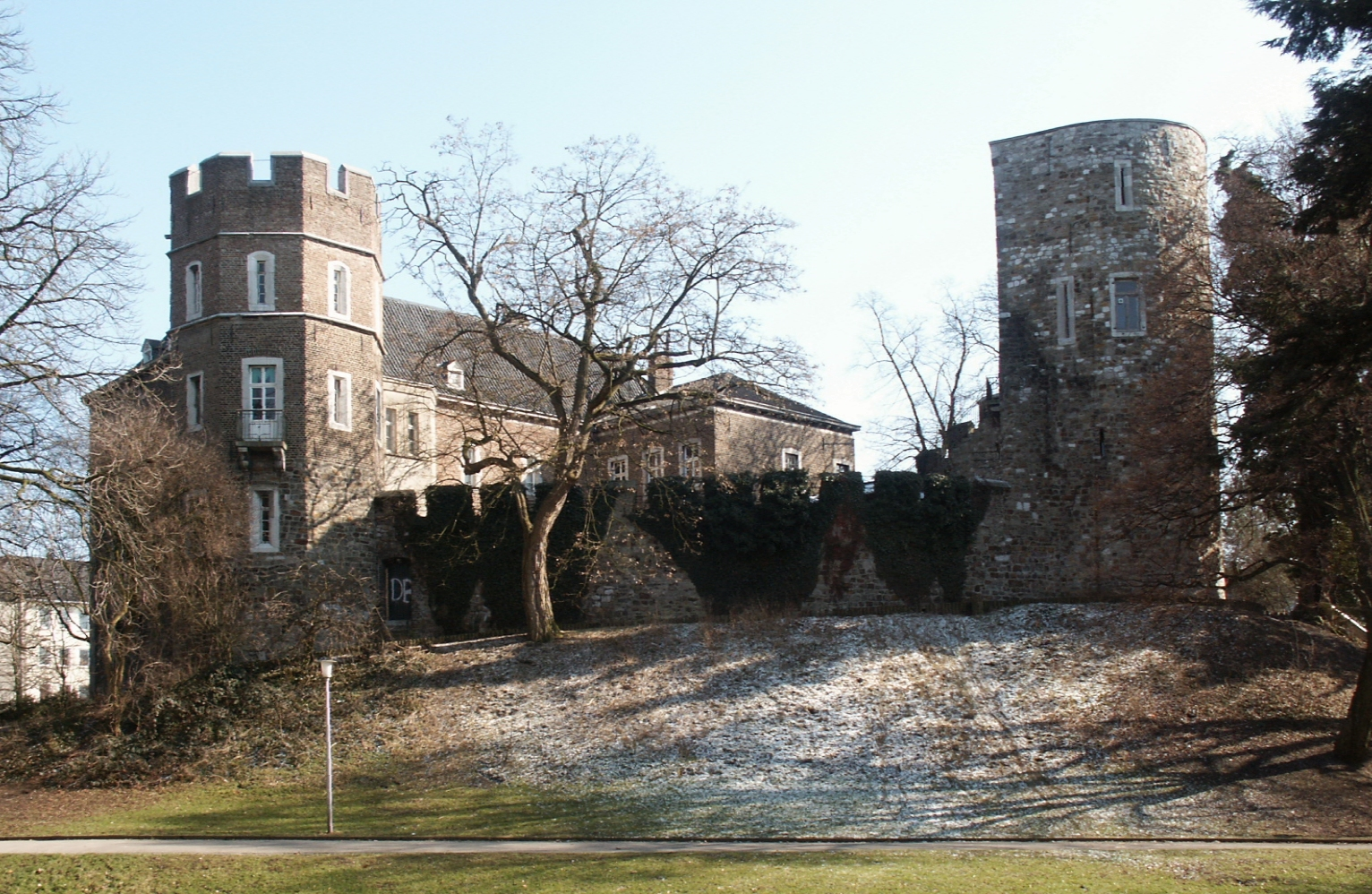
Burg Frankenberg (Aachen)
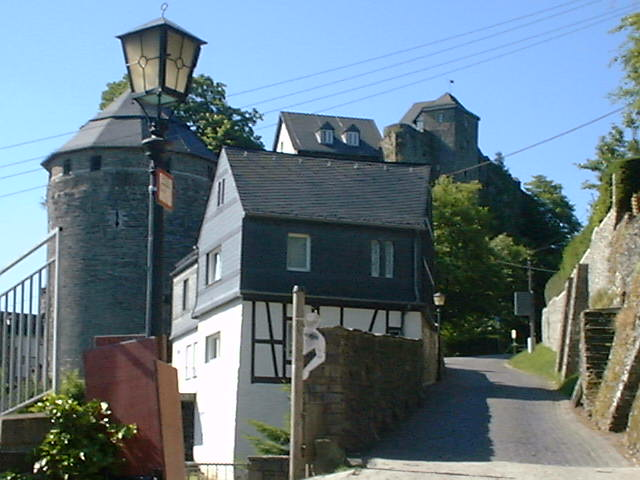
Monschau
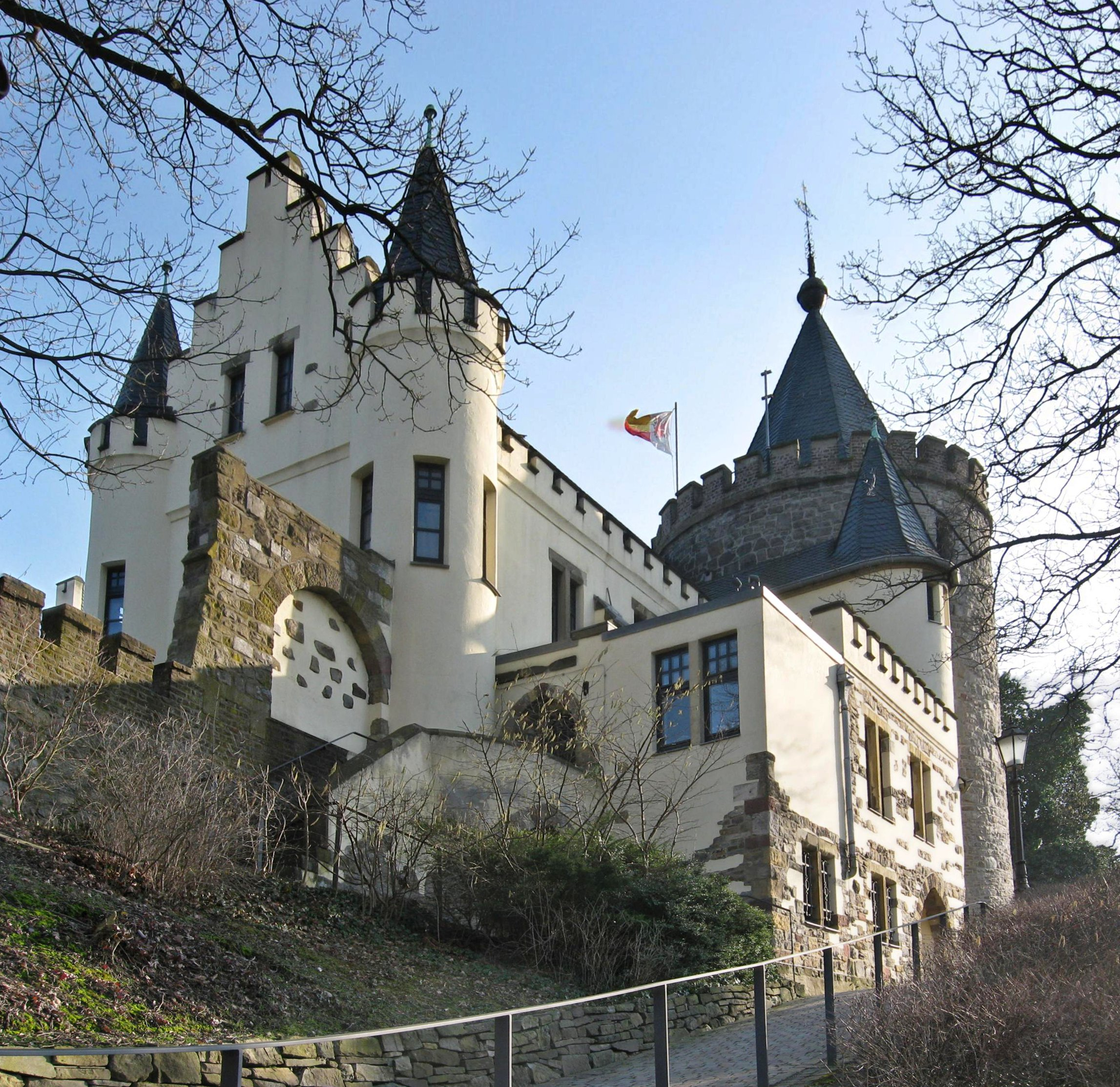
Burg Rode (Herzogenrath)
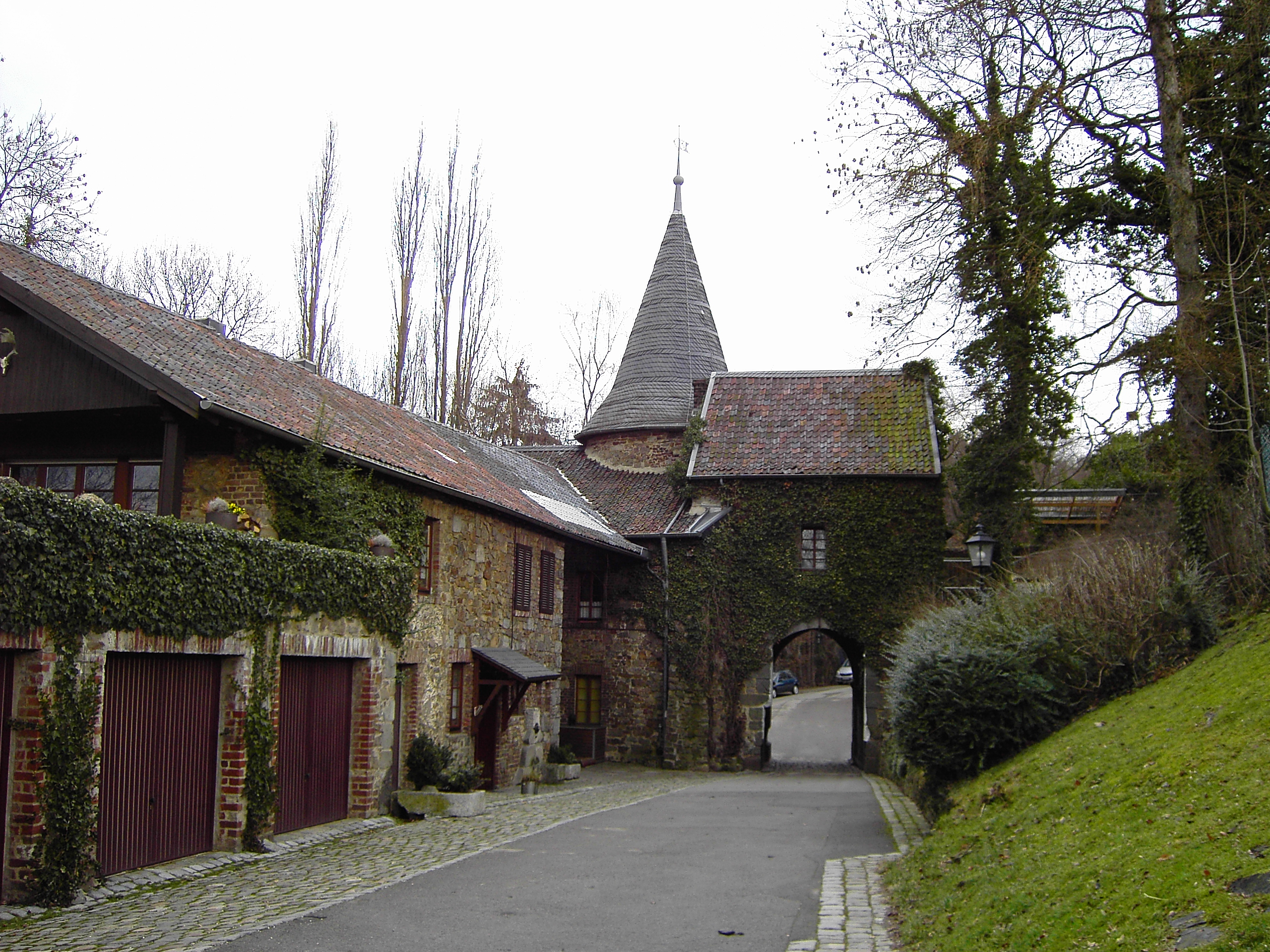
Burg Wilhelmstein (Würselen)

## Népesség
A járás népessége az elmúlt években az alábbi módon változott:

| 2013 | 545 067 |
| 2019 | 555 465 |

## Fordítás
- Ez a szócikk részben vagy egészben  a   Stedenregio Aken című holland Wikipédia-szócikk fordításán alapul.  Az eredeti cikk szerkesztőit annak laptörténete sorolja fel. Ez a jelzés csupán a megfogalmazás eredetét és a szerzői jogokat jelzi, nem szolgál a cikkben szereplő információk forrásmegjelöléseként.